# Veretillum manillensis
Veretillum manillensis är en korallart som först beskrevs av Rudolf Albert von Kölliker 1872.  Veretillum manillensis ingår i släktet Veretillum och familjen Veretillidae. Inga underarter finns listade i Catalogue of Life.